# Ischnodora
Ischnodora is een kevergeslacht uit de familie van de boktorren (Cerambycidae). De wetenschappelijke naam van het geslacht werd voor het eerst geldig gepubliceerd in 1863 door Chevrolat.

## Soorten
Ischnodora omvat de volgende soorten:
- Ischnodora decolorata Holzschuh, 1995
- Ischnodora macra Chevrolat, 1863
- Ischnodora munda Holzschuh, 1990
- Ischnodora rectangula Holzschuh, 2009
- Ischnodora sejugata Holzschuh, 1991
- Ischnodora separanda Holzschuh, 1983
- Ischnodora ugyeni Holzschuh, 1989